# Jan Dziedzic (drogowiec)
Jan Dziedzic (ur. 16 czerwca 1935 w Brzyszczkach, obecnie Jasło, zm. 10 maja 2016 w Krakowie) – polski inżynier drogownictwa.

## Życiorys
Syn Stanisława i Marii. Ukończył Liceum Ogólnokształcące w Jaśle, a następnie wyjechał do Krakowa, gdzie studiował Wydziale Budownictwa Lądowego Politechniki Krakowskiej. W 1958 ukończył studia i uzyskał dyplom magistra inżyniera budownictwa. Od 1959 był zawodowo związany z Wojewódzkim Zarządem Dróg Publicznych w Krakowie, a następnie z Rejonem Dróg Publicznych w Bochni. Od 1961 przez dwa lata odbywał służbę wojskową w randze porucznika, a następnie kapitana, w tym czasie zajmował się realizacją robót drogowych na potrzeby wojska. Od 1963 był inspektorem nadzoru nad robotami zleconymi w Wojewódzkim Zarządzie Dróg Publicznych w Krakowie, w 1972 został powołany na stanowisko dyrektora Rejonu Dróg Publicznych w Krakowie i zajmował je do 1982, przez kolejne dziesięć lat był naczelnym dyrektorem Krakowskiego Przedsiębiorstwa Robót Drogowych. W 1992 został inspektorem w "Transprojekcie Kraków" i pracował tam do przejścia na emeryturę. Na emeryturze pozostał aktywny zawodowo, prowadził szkolenia w Okręgowej Małopolskiej Izbie Inżynierów Budownictwa. 
Przez 57 lat był członkiem Stowarzyszenia Inżynierów i Techników Komunikacji, gdzie przez wiele lat pełnił różne funkcje m.in. Przewodniczącego Sądu Koleżeńskiego w krakowskim Oddziale SITK..
Zmarł 10 maja 2016, 16 maja 2016 został pochowany na cmentarzu Rakowickim w Krakowie.

## Odznaczenia

### Państwowe
- Krzyż Kawalerski Orderu Odrodzenia Polski;
- Złoty Krzyż Zasługi.

### Resortowe
- Złota i Srebrna Odznaka Przodujący Drogowiec.

### Terenowe
- Odznaka za Zasługi dla Ziemi Krakowskiej;
- Odznaka Honoris Gracja Urzędu Miasta Krakowa.

### Stowarzyszeniowe
- Złota i Srebrna Odznaka SITK;
- Złota i Srebrna Odznaka NOT;
- Dyplom Zasłużonego Seniora SITK.